# شرق إغريقي وغرب لاتيني

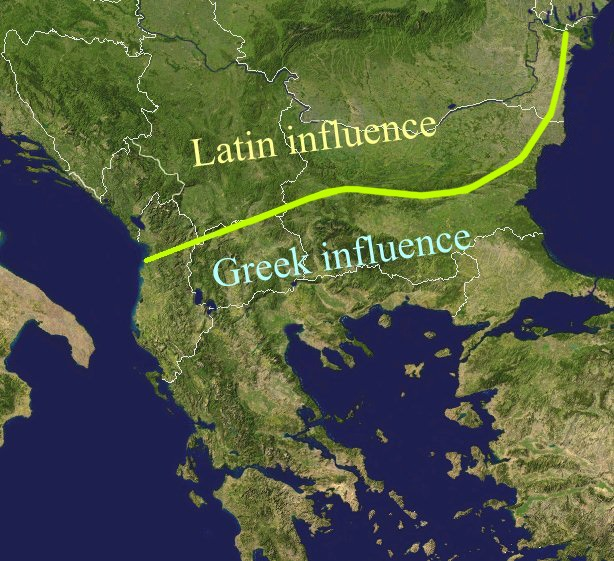

الشرق اليوناني والغرب اللاتيني هي مصطلحات مستخدمة للتمييز بين شطري العالم اليوناني الروماني، وتحديدًا في المناطق الشرقية حيث كانت اللغة اليونانية لغة التواصل المشتركة، والأجزاء الغربية حيث لعبت اللغة اللاتينية هذا الدور. في عهد الامبراطورية الرومانية استمر الانقسام بين المناطق الناطقة باللاتينية والمناطق الناطقة اليونانية؛ وزاد من هذه الفجوة من خلال التغييرات الإدارية في بنية الإمبراطورية بين القرن الثالث والقرن الخامس، والتي أدت في نهاية المطاف إلى انقسام الإمبراطورية إلى جزء غربي وشرقي.
بعد سقوط الإمبراطورية الغربية، تم تطبيق شروط «الشرق اليوناني» و «الغرب اللاتيني» على المناطق التي كانت سابقًا جزءًا من الشرق أو الامبراطورية الغربية، وأيضا على المناطق التي وقعت تحت المجال الثقافي اليوناني أو اللاتيني ولكن الذي كان لم تكن جزءًا من الإمبراطورية الرومانية سابقًا. في هذا المعنى، كان هذا الاختلاف الثقافي أدى إلى تقسيم الثقافة المسيحية والإرث الثقافي الديني الخاص بها إلى جزأين، وتحديدًا بين المسيحية الغربية والمسيحية الشرقية.

## الاستخدام فيما يتعلق بالإمبراطورية الرومانية
في السياق الكلاسيكي، يشير مصطلح «الشرق اليوناني» إلى المحافظات في الإمبراطورية الرومانية والتي كانت فيها اللغة اليونانية لغة التواصل المشتركة في المقام الأول.
وتشمل هذه المنطقة شبه الجزيرة اليونانية كلها مع بعض أجزاء أخرى شمالية في البلقان والمحافظات القريبة من البحر الأسود، وتلك المطلة على مضيق البوسفور، إلى جانب كل من آسيا الصغرى (والتي تمتد من كابادوكيا إلى أرمينيا الصغرى)، وماجنا غراسيا (التي تضم الجزء الجنوبي من شبه الجزيرة الإيطالية وصقلية)، ومحافظات أخرى على طول حافة الشرقي للبحر الأبيض المتوسط (يهودا وولاية سوريا وبرقة ومصر الرومانية). وهذه المحافظات الرومانية كانت مستعمرات يونانية خلال الفترة الهلنستية، أي حتى الفتوحات الرومانية.
في بداية أواخر العصور القديمة، وبدءًا من إعادة تنظيم أقسام محافظات إمبراطورية في عهد ديوكلتيانوس (حكم بين الأعوام 284-305)، تطور التعبير «الشرق اليوناني» إلى تناقض مع «الغرب اللاتيني». بعد ذلك، أصبح مصطلح «الشرق اليوناني» يشير إلى المحافظات الناطقة باليونانية المذكورة أعلاه خلافًا للمحافظات في أوروبا الغربية، في إيطاليا (بإستثناء كتبانة إيطاليا، حيث كانت لا تزال تتحدث باليونانية) وشمال غرب أفريقيا (بعد 395 في الإمبراطورية الرومانية الغربية الناطقة باللاتينية).

## الاستخدام فيما يتعلق بالمسيحية
أستخدم مصطلحي «الشرق اليوناني» و«الغرب اللاتيني» للتقسيم اللغوي في المسيحية الخلقيدونية بين الناطقين باليونانية، والتي ضمت الشعوب الأرثوذكسية في حوض شرق المتوسط، والتي تركزت في حدود الإمبراطورية البيزنطية، وبين الناطقين باللاتينية والتي ضمت الشعوب الكاثوليكية في أوروبا الغربية. وانطبق مصطلح «الغرب اللاتيني» على المناطق التي كانت في السابق جزءًا من الإمبراطورية الرومانية الغربية، وتحديدًا في إيطاليا، وبلاد الغال، وهسبانيا، وشمال غرب أفريقيا وبريطانيا الرومانية، وأيضًا إلى المناطق التي لم تكن قط جزءا من الإمبراطورية ولكن أضحت في وقت لاحق في إطار المجال الثقافي للغرب اللاتيني، مثل هيبرنيا (أيرلندا)، وكاليدونيا (اسكتلندا)، وجرمانية.
مصطلح «الشرق اليوناني» يستثني المجتمعات المسيحية الشرقية التي تستخدم لغات مثل السريانية والقبطية والأرمنية، والتي كانت معارضة للسلطة في القسطنطينية، والتي تعرف منذ القرن الخامس، باسم الكنائس الأرثوذكسية المشرقية وكنيسة المشرق.